# 岸本芳秀

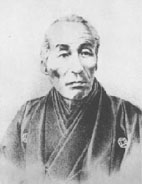
岸本芳秀

岸本 芳秀（きしもと よしひで、1821年 - 1890年6月3日）は、幕末から明治時代にかけて活動した雅楽家である。岡山藩にて伶人職をつとめ、廃藩ののちは吉備楽を創始し、その普及につとめた。

## 生涯

### 生い立ちと岡山藩伶人としての経歴
文政4年（1821年）、備前国御野郡三門村（下伊福村支村）にて誕生する。岸本家は、岡山藩伊福八幡宮（国神社）の社司家であり、寛文年間より岡山藩にて雅楽家をつとめた。芳秀も幼少期より芳景から雅楽を学んだ。10歳で父と死別し、岡山藩楽士として跡を継いだ。
14歳で上洛し、楽頭・阿倍雅楽助（あべうたのかみ）に師事して雅楽の三鼓（羯鼓・太鼓・鉦鼓）・三管（笙・龍笛・篳篥）を一通り修行した。18歳で再上洛し、蘇合香を伝授された。弘化2年（1845年）に3度目の上洛をおこない、阿倍雅楽助らから秘伝を授けられた。明治3年（1870年）、藩知事である池田茂政の命により、同僚らとともに奈良の春日大社で大和舞（倭舞）を修業した。従四位中臣鹿田連光美（なかおみしかたむらじみつよし）より許状を授けられ、岡山に戻ったのち後楽園にて演奏会を開いた。明治4年（1871年）の廃藩置県により岡山藩は解体され、芳秀は伶人職を失った。

### 吉備楽の創始
その後、芳秀は新歌曲の創作につとめ、管楽器本位である雅楽を、歌と筝本位に改めた吉備楽を創始した。吉備楽はもともと吉備曲といい、もともと藩命によりつくられたものであったという。荻原光は、岸本による吉備楽の創始には、備前における雅楽の伝統と、明治維新に起因する、一部の家系に集約されていた、雅楽伝承の特権的枠組みの崩壊の双方が関係すると論じる。岡山県編『岡山県人物伝』にあるように、明治以前において、雅楽は基本的に堅固な家元制度の影響下にあり、新曲の創作はほとんど許されていなかった。
芳秀は明治5年（1872年）ごろ、吉備曲12曲を発表しているほか、同年9月には邑久郡安仁神社にてはじめてその演奏をおこなっている。岡山県令として赴任してきた高崎五六の紹介のもと明治11年（1878年）に上京し、その兄であり宮内庁侍補であった高崎正風の仲介により、英国公使館・大教院・浜離宮・学習院・青山御所などで吉備楽の演奏をおこなっている。明治12年（1879年）にはユリシーズ・グラントの来日に際して吉備楽を奏し、その時、天皇がこれを「明治曲」と評したと伝えられる。また、明治13年（1880年）には門人となった小笠原寿長とともに、青山御所にて昭憲皇后・英照皇太后の前で演奏をおこなった。岡山県神道事務分局は明治10年（1877年）に芳秀を一等奏楽方に任じており、吉備楽自体も県下の神社で広く演奏されたようである。こうした背景のもと、明治16年（1883年）に吉備楽は黒住教の祭典楽となり、同年には黒住教の楽長となった。のちに金光教もこれを採用した。明治23年（1890年）6月3日に病を得て死去した。享年70歳。
明治21年（1889年）に吉備楽を習いはじめた鳩谷金造の述懐によれば、その時点で「稽古先はすべて黒住教の楽師であった」という。芳秀の没後、吉備楽は息子である岸本武太郎（芳武）が引き継いだが、この時代には吉備楽の興行化が進んでいき、次第に一般の雅楽界においてその存在は忘れ去られていった。荒木祐臣によれば、吉備楽は「現在は僅かに金光教を中心としてその諸例祭と黒住教において上演の機会があるのみである」という。